# Linum nodiflorum
Linum nodiflorum är en linväxtart som beskrevs av Carl von Linné. Linum nodiflorum ingår i släktet linsläktet, och familjen linväxter. Inga underarter finns listade i Catalogue of Life.